# Proteaceae
Famille
Classification APG III (2009)
Les Protéacées,  en latin Proteaceae, sont une famille de plantes dicotylédones qui comprend près de 2 000 espèces réparties en presque 80 genres. Ce sont des arbres et des arbustes, (quelques plantes herbacées), généralement des zones arides, à feuilles persistantes, des régions tempérées, subtropicales à tropicales, principalement dans l'hémisphère sud.
Il est intéressant de noter que la plupart des plantes de cette famille ne possède pas de mycorhizes, mais un autre type de structure racinaire appelé racine protéoïde.
Dans cette famille, on peut citer les genres :
- Macadamia, dont plusieurs espèces fournissent des fruits comestibles (noix de macadamia  ou noix du Queensland) cultivés en Australie, à Hawaii ou en Californie.
- Protea, avec la protéa géante (Protea cynaroides) ou protéa à fleur d'artichaut qui est l'un  des symboles nationaux de l'Afrique du Sud.

## Étymologie
Le nom vient du genre Protea qui est le nom grec de Πρωτεύς / Proteus, demi-dieu de la mer et des rivières, fils aîné de Poséidon dans la mythologie grecque antique. Ces plantes peuvent en effet se présenter sous de nombreuses formes différentes à l'image du dieu Protée, lequel peut, selon la mythologie, prendre l'apparence d'un lion, d'un serpent, d'un léopard, d'un cochon, d'un arbre ou même de l'eau elle-même.

## Liste des genres
Selon NCBI (26 avr. 2010) :
- Acidonia
- Adenanthos
- Agastachys
- Alloxylon
- Athertonia
- Aulax
- Austromuellera
- Banksia
- Beauprea
- Beaupreopsis
- Bellendena
- Bleasdalea
- Brabejum
- Buckinghamia
- Cardwellia
- Carnarvonia
- Catalepidia
- Cenarrhenes
- Conospermum
- Darlingia
- Diastella
- Dilobeia
- Eidothea
- Embothrium
- Eucarpha
- Euplassa
- Faurea
- Finschia
- Floydia
- Franklandia
- Garnieria
- Gevuina
- Grevillea
- Hakea
- Helicia
- Heliciopsis
- Hicksbeachia
- Hollandaea
- Isopogon
- Kermadecia
- Knightia
- Lambertia
- Lasjia
- Leucadendron
- Leucospermum
- Lomatia
- Macadamia
- Malagasia
- Megahertzia
- Mimetes
- Musgravea
- Neorites
- Nothorites
- Opisthiolepis
- Oreocallis
- Orites
- Orothamnus
- Panopsis
- Paranomus
- Persoonia
- Petrophile
- Protea
- Roupala
- Serruria
- Sleumerodendron
- Sorocephalus
- Spatalla
- Sphalmium
- Stenocarpus
- Stirlingia
- Strangea
- Symphionema
- Synaphea
- Telopea
- Toronia
- Triunia
- Turrillia
- Vexatorella
- Virotia
- Xylomelum

Selon DELTA Angio (26 avr. 2010) :
- Acidonia
- Adenanthos
- Agastachys
- Alloxylon
- Athertonia
- Aulax
- Austromuellera
- Banksia
- Beauprea
- Beapreopsis
- Bellendina
- Brabejum
- Buckinghamia
- Cardwellia
- Carnarvonia
- Cenarrhenes
- Conospermum
- Darlingia
- Diastella
- Dilobeia
- Dryandra
- Embothrium
- Eucarpha
- Euplassa
- Faurea
- Finschia
- Floydia
- Franklandia
- Garnieria
- Gevuina
- Grevillea
- Hakea
- Helicia
- Heliciopsis
- Hicksbeachia
- Hollandaea
- Isopogon
- Kermadecia
- Knightia
- Lambertia
- Leucadendron
- Leucospermum
- Lomatia
- Macadamia
- Malagasia
- Mimetes
- Musgravea
- Neorites
- Opisthiolepis
- Oreocallis
- Orites
- Orothamnus
- Panopsis
- Paranomus
- Persoonia
- Petrophile
- Placospermum
- Protea
- Roupala
- Serruria
- Sleumerodendron
- Sorocephalus
- Spatalla
- Sphalmium
- Stenocarpus
- Stirlingia
- Strangea
- Symphionema
- Synaphea
- Telopea
- Toronia
- Triunia
- Turrillia
- Vexatorella
- Virotia
- Xylomelum

Selon Angiosperm Phylogeny Website (26 avr. 2010) :
- Adenanthos Labill.
- Agastachys R.Br.
- Alloxylon P.H.Weston & Crisp
- Aulax Bergius
- Austromuellera C.T.White
- Banksia L.f.
- Beauprea Brongn. & Gris
- Beaupreopsis Virot
- Bellendena R.Br.
- Bleasdalea F.Muell. ex Domin
- Brabejum L.
- Buckinghamia F.Muell.
- Cardwellia F.Muell.
- Carnarvonia F.Muell.
- Cenarrhenes Labill.
- Conospermum Sm.
- Darlingia F.Muell.
- Diastella Salisb. ex Knight
- Dilobeia Thouars
- Dryandra R.Br.
- Embothrium J.R.Forst. & G.Forst.
- Euplassa Salisb. ex Knight
- Faurea Harv.
- Finschia Warb.
- Franklandia R.Br.
- Garnieria Brongn. & Gris
- Gevuina Molina
- Grevillea R.Br. ex Knight
- Hakea Schrad.
- Helicia Lour.
- Heliciopsis Sleumer
- Hicksbeachia F.Muell.
- Hollandaea F.Muell.
- Isopogon R.Br. ex Knight
- Kermadecia Brongn. & Gris
- Knightia R.Br.
- Lambertia Sm.
- Leucadendron R.Br.
- Leucospermum R.Br.
- Lomatia R.Br.
- Macadamia F.Muell.
- Malagasia L.A.S.Johnson & B.G.Briggs
- Mimetes Salisb.
- Musgravea F.Muell.
- Neorites L.S.Sm.
- Opisthiolepis L.S.Sm.
- Oreocallis R.Br.
- Orites R.Br.
- Orothamnus Pappe ex Hook.
- Panopsis Salisb. ex Knight
- Paranomus Salisb.
- Persoonia Sm.
- Petrophile R.Br. ex Knight
- Placospermum C.T.White & W.D.Francis
- Protea L.
- Roupala Aubl.
- Serruria Salisb.
- Sleumerodendron Virot
- Sorocephalus R.Br.
- Spatalla Salisb.
- Sphalmium B.G.Briggs, B.Hyland & L.A.S.Johnson
- Stenocarpus R.Br.
- Stirlingia Endl.
- Strangea Meisn.
- Symphionema R.Br.
- Synaphea R.Br.
- Telopea R.Br.
- Vexatorella Rourke
- Xylomelum Sm.

Selon ITIS (26 avr. 2010) :
- Grevillea  R. Br. ex Knight
- Macadamia  F. Muell.
- Stenocarpus  R. Br.